# Peter Schlesinger (Künstler)
Peter Schlesinger (geboren am 2. April 1948 in Los Angeles) ist ein amerikanischer Maler, Bildhauer und Fotograf. Bekannt wurde er in den 1960er Jahren als Modell des britischen Künstlers David Hockney.

## Leben
Peter Schlesinger kam 1948 in Los Angeles zur Welt. Er wuchs im San Fernando Valley auf und besuchte zunächst die Toluca Lake Elementary School in North Hollywood. Ende der 1950er Jahre wohnte die Familie in Encino. Der Vater, selbst ein Freizeitmaler, unterstützte das künstlerische Talent von Peter Schlesinger und ermöglichte ihm an den Wochenenden außerschulische Kunstkurse. Ab 1965 studierte Schlesinger Kunst an der neugegründeten University of California in Santa Cruz, bevor er 1967 an die University of California in Los Angeles wechselte. Einer seiner Lehrer dort war Richard Diebenkorn.
1966 lernte der damals 18 Jahre alte Schlesinger den 28-jährigen David Hockney kennen, der an der Universität in Los Angeles Sommerkurse in Malerei gab. Schlesinger wurde in der Folgezeit Hockneys Liebhaber und seine Muse. Er beschrieb die Beziehung mit Hockney wie folgt: „David had a big romance with California and I was an object in it.“ (sinngemäß: David war in Kalifornien verliebt und ich war ein Teil davon). Schlesinger zog zu Hockney nach London, wo er von 1968 bis 1972 an der Slade School of Fine Art studierte. Er war häufig Hockneys Modell und ist in zahlreichen seiner frühen Werke zu sehen, darunter Gemälde wie Peter Getting out of Nick’s Pool (1966),  Portrait of an Artist (Pool with Two Figures) (1972) und später in Werken wie Peter Schlesinger with Polaroid Camera (1977). 1973 entstand unter der Regie von Jack Hazan der teils fiktionale und teils dokumentarische Film A Bigger Splash, in dem Hockney und Schlesinger sich selbst darstellten und Einblicke in ihre Leben gaben.
Während seines zehnjährigen Londonaufenthaltes begann sich Schlesinger verstärkt der Fotografie und der Bildhauerei zuzuwenden. Er fotografierte zahlreiche Persönlichkeiten wie Paloma Picasso, Twiggy, Amanda Lear, Andy Warhol, Robert Mapplethorpe, Christopher Isherwood, Yves Saint Laurent, Rudolf Nureyev und Manolo Blahnik. Diese Fotos wurden später als Buch veröffentlicht, zu dem Schlesinger auch Texte beitrug. Nach seiner Rückkehr in die Vereinigten Staaten ließ sich Schlesinger in New York nieder. Hier lebt er seit mehr als 40 Jahren mit seinem Partner, dem Fotografen Eric Boman, zusammen. Beide wohnen in Manhattan und in Bellport auf Long Island.
Ein wesentlicher Teil von Schlesingers Werken ist aus Keramik. Hierzu gehören figurative Darstellungen des Menschen, stilisierte Bäume und andere florale Objekte, reliefartige Kacheln mit abstrahierter Landschaftsdarstellung und an antike Vasen erinnernde Skulpturen, die teils mit reichem Ornament versehen sind. Zum Werk gehören darüber hinaus Gemälde, Zeichnungen, Radierungen und Aquarelle. Die Motive sind teils gegenständlich, teils zeigen sie ornamentale Strukturen. Letztere dienten dem schwedischen Textilhersteller Acne Studios als Vorlage für Dekorationspapier und für Bekleidung. Arbeiten von Peter Schlesinger waren in bedeutenden Ausstellungshäusern zu sehen, darunter die Hayward Gallery und die Royal Academy of Arts in London, die Tate Gallery in Liverpool und das Parrish Art Museum auf Long Island. Werke von Schlesinger befinden sich beispielsweise in den Sammlungen der Manchester Art Gallery, des Farnsworth Art Museum in Rockland (Maine) und im Parrish Art Museum.